# Shingo Hyōdō
Shingo Hyōdō (jap. 兵藤 慎剛 Hyōdō Shingo; ur. 29 lipca 1985) – japoński piłkarz. Obecnie występuje w Hokkaido Consadole Sapporo.

## Kariera klubowa
Od 2008 do 2016 roku występował w klubie Yokohama F. Marinos. Od 2017 roku gra w zespole Hokkaido Consadole Sapporo.

## Kariera reprezentacyjna
W 2005 roku Shingo Hyōdō zagrał na Mistrzostwach Świata U-20.